# Castelo de San Michele
O Castelo de San Michele (em italiano:  Castello di San Michele) é um castelo medieval em Cagliari, capital da Sardenha, Itália .

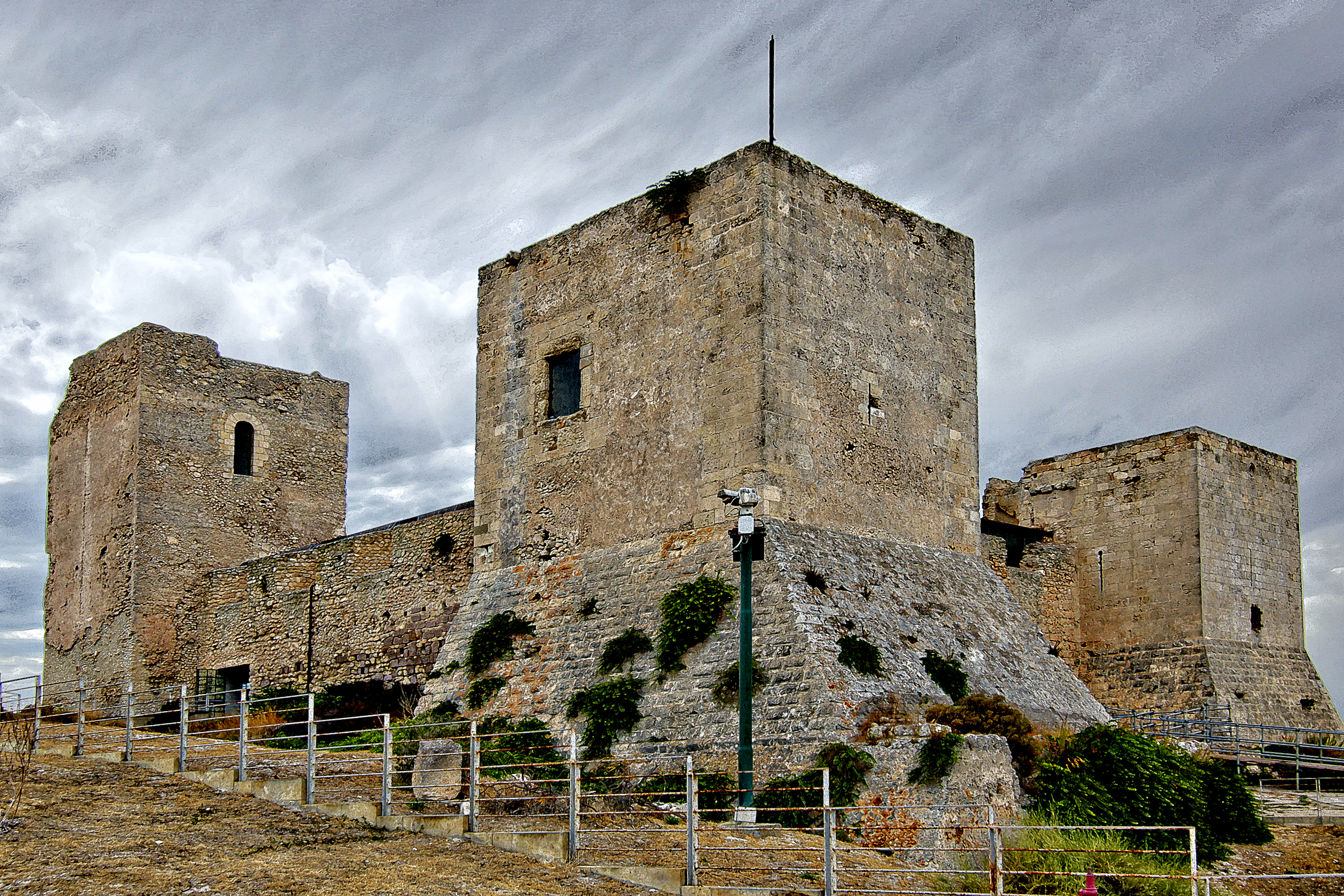
Castelo de San Michele, Cagliari, e parte das fortificações de Santa Igia

## História
As escavações da década de 1990 revelaram os vestígios de uma igreja rural, provavelmente do início do período medieval (alta idade média), sobre a qual foi construído o castelo no século XII para defender a cidade de Santa Igia, capital do Julgado de Cagliari .  A cronologia no entanto ainda é incerta: a data de construção do castelo é duvidosa, pois não é claro se a igreja, agora parte da estrutura, foi construída antes ou simultaneamente ao castelo. 

O complexo militar possui três torres e um fosso ao redor do prédio. O período mais importante do Castelo é sem dúvida aquele entre os séculos XIV e XVI, quando era habitado pela família Carroz,  uma família nobre valenciana .
Posteriormente, foi abandonado e utilizado como hospital durante a chamada " Peste de São Efísio " (1652-1656). Foi novamente fortificado para prevenir ataques franceses nos séculos XVIII. Por volta de 1940, foi ocupada pela Regia Marina (Marinha Italiana) e posteriormente tornou-se propriedade da comuna italiana de Cagliari. O castelo sofreu modificações substanciais e agora é utilizado como Centro de Arte e Cultura. 